# Krzemieniec (stacja kolejowa)
Krzemieniec (ukr. Кременець, ros. Кременец) – stacja kolejowa w miejscowości Krzemieniec, w obwodzie tarnopolskim, na Ukrainie. Jest to stacja krańcowa linii.
Stacja istniała przed II wojną światową.